# Цимбалюк Матвій Охрімович
Матвій Охрімович Цимбалюк (нар. 21 серпня 1891 року (за новим стилем), Іцька Брацлавського повіту, Подільської губернії Російської імперії — пом. квітень 1921, Брацлавщина) — військовий діяч повстанського руху в Україні та Армії УНР.

## З біографії
Народився на Брацлавщині у с. Іцька, нині Тульчинського району Вінницької області України.
В часі служби у 50-му Кубанському полку, Матвій заступився за катованого офіцером солдата, через що, аби уникнути розстрілу, мусив утікати з війська.
В часі нової червоної влади у с. Кобилівка Брацлавського повіту (Зарічне Тульчинського району) п'яні червоноармійці 8-ї дивізії неодноразово били та грабували місцевих селян, це було й в селі Гриненки (Немирівський район) — червоноармієць розстріляв із кулемета молоду жительку цього села — за те, що вона його не нагодувала. За відмову від сплати продовольчої контрибуції червоноармійцями були спалені села Копіївка та Шура. Жителі Журавлівки, доведені до відчаю знущаннями та непомірними поборами з боку червоноармійців, повстали, один з організаторів — Матвій Цимбапюк.
На осінь 1920 його загін співдіяв з отаманами Андрієм Костюком — село Шури, та Іваном Пушкарем — Жабокричі, нараховував 500 чоловік. 24 жовтня 1920 відділ Цимбалюка напав на продзагін — у селі Журавлівці (Тульчинського району) що грабував місцеве населення, загинуло близько 20 продзагонівців; 25 жовтня червоні обстріляли з гармат Журавлівку, Шуру та Копіївку, два села повністю згоріли. Ці події призвели до Журавлівського повстання, Цимбалюк мобілізовував населення на організацію опору.
Більшовицький документ від 15 грудня 1920 року свідчив, що «Банда Цимбалюка в кількості 30 чоловік, з ручним кулеметом, щоденно входить в Столипіне, робились неодноразові облави, захопити поки не вдалося.» (Столипіне, Іцка — сучасна Тарасівка).
В лютому 1921 загін Цимбалюка в складі 144-ї Надбужанської повстанської дивізії Дієвої Армії УНР Іполита Годзиківського.
25 березня 1921 60 козаків Цимбалюка вчинили наліт на частини 213 полку у районі містечка Печери. У березні — квітні загін Цимбалюка поповнився втікачами з Червоної армії, насильно мобілізовуваних, тоді ж загін у селі Юрківці роззброїв залізничну охорону.
Цимбалюк Матвій Охрімович загинув у квітні 1921 року, про що було повідомлено 14 квітня в губернській газеті «Вісти».